# Soyouz 27
Soyouz 27 est la dénomination d'une mission Soyouz vers la station russe Saliout 6.
Cette mission devient le premier amarrage de deux vaisseaux à une station spatiale.
Soyouz 27 revient avec l'équipage de Soyouz 26.

## Équipage
Les nombres entre parenthèses indiquent le nombre de vols spatiaux effectués par chaque individu jusqu'à cette mission incluse.
Décollage :
- Oleg Makarov (3)
- Vladimir Djanibekov (1)

Atterrissage :
- Yuri Romanenko (1)
- Georgi Grechko (2)

Remplaçants :
- Vladimir Kovalionok (1)
- Alexandre Ivantchenkov (0)

## Paramètres de la mission
- Masse   : 6800 kg
- Périgée : 198.9 km
- Apogée  : 253.8 km
- Inclinaison : 51.65°
- Période : 88.73 minutes